# Pravia
Pravia est une commune (concejo aux Asturies) située dans la communauté autonome des Asturies en Espagne. Elle est limitrophe de Cudillero et Muros de Nalón au nord, de Candamo et Soto del Barco à l'est, de Cudillero et Salas à l'ouest et de Candamo et Salas à nouveau au sud.
Cette commune est réputée pour avoir inspiré, par son odeur de foins récemment coupés, le savon dit "de Pravia" au fondateur de la savonnerie Gal (es).

## Histoire
À l'époque de la monarchie asturienne, Pravia a acquis une importance significative lorsque la capitale du royaume a été déplacée sur ses terres. Ce résultat a été obtenu grâce au mariage du roi Silo avec Audesinde, fille d'Alphonse Ier et sœur de Fruela Ier, qui a profité de l'existence d'une ancienne colonie romaine à Pravia. Le roi Silo mourut et Audesinde tenta d'installer Alfonso II, fils de Fruela, comme roi, mais le trône lui fut retiré par son oncle Mauregat, qui régna de 783 à 789, et auquel succéda Bermude Ier. Alphonse II, surnommé le Chaste, accéda finalement au trône et déplaça la cour à Oviedo, mettant fin à l'hégémonie de Pravia.

## Géographie
Le territoire de Pravia présente certaines caractéristiques communes avec la région centre-ouest de la principauté. Son sol est essentiellement composé de matériaux paléozoïques, le Dévonien étant le plus courant, avec du grès, du quartzite, de la dolomie, de l'ardoise, des roches métamorphiques et des calcaires.
D'un point de vue orographique, le terrain de Pravia est principalement constitué de petites et moyennes montagnes. Au nord, on trouve les chaînes de Sangreña et d'Autedas, au sud, la chaîne de Sandamías, à l'ouest, les chaînes d'Ablanedo et de Castañal, et à l'est, la chaîne de Fontebona. Son altitude maximale se situe au pic de Llan de Cubel, qui atteint une hauteur de 678 mètres. Les argiles du mont Santa Catalina à Agones et du pic Mirabeche à Peñaullán,  sont utilisées pour la fabrication de céramiques. 
Le climat est tempéré, avec des températures très douces tant en hiver qu'en été, le thermomètre atteignant rarement 30 °C ou descendant en dessous de 0 °C. Sa végétation est composée de prairies verdoyantes, ainsi que de quelques zones boisées de chênes, de châtaigniers, de pins et d'eucalyptus.

## Paroisses
La commune de Pravia est composé des 15 paroisses civiles suivantes :
- Arango
- Cordovero
- Corias
- Escoredo
- Folgueras
- Inclán
- Pravia
- Pronga
- Quinzanas
- Sandamías
- Santianes
- Selgas
- Somado
- Villafría
- Villavaler

## Galerie

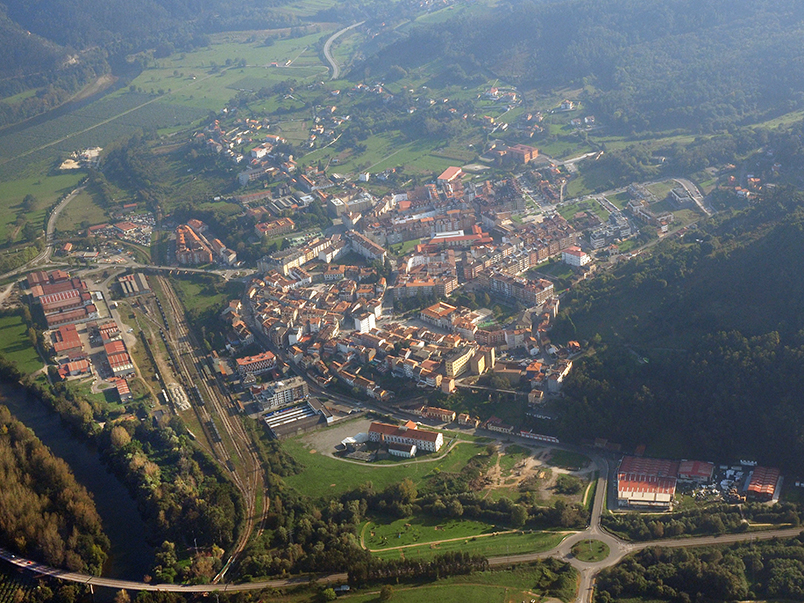
Vue aérienne de Pravia.
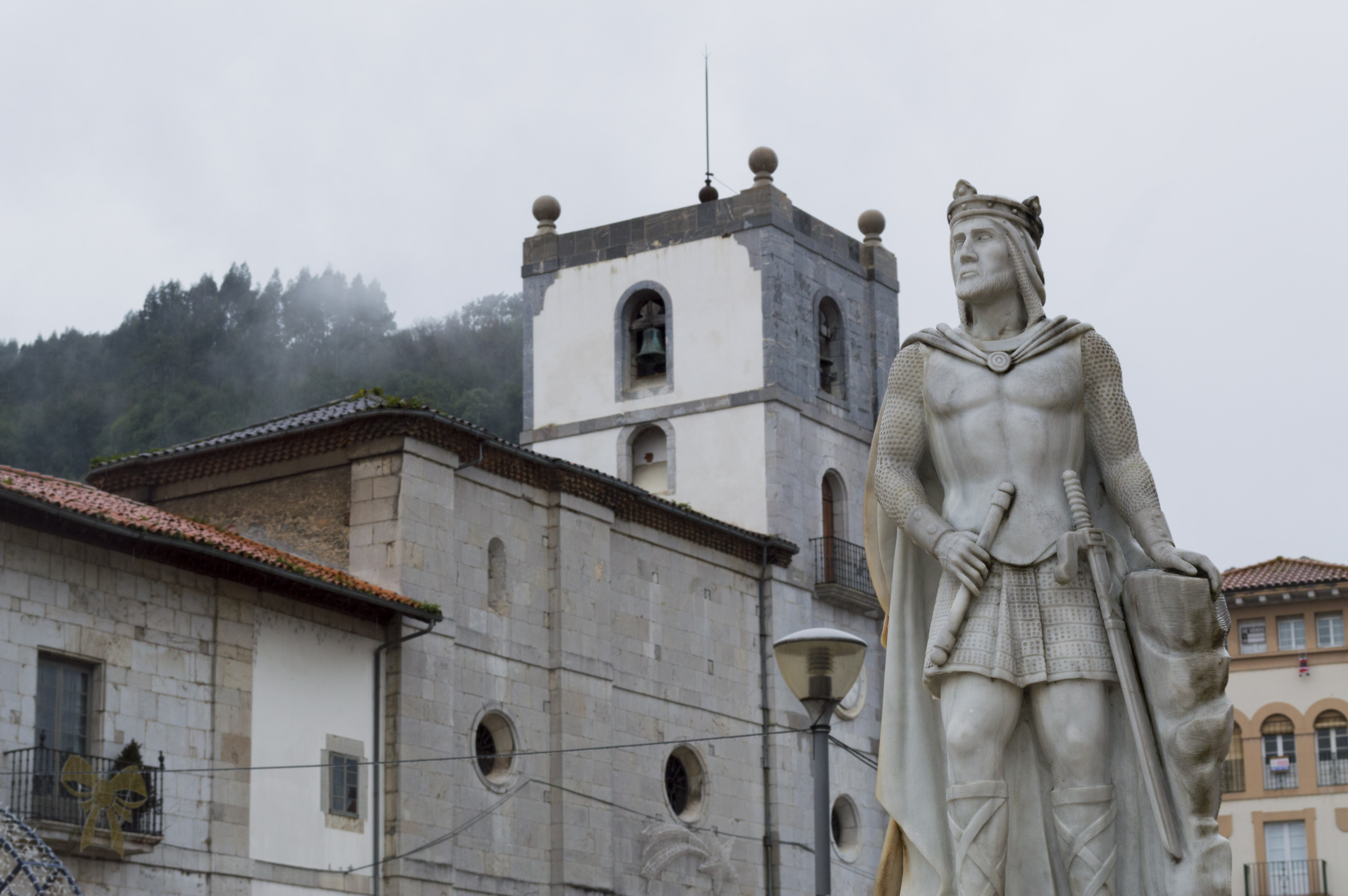
Statue du roi Silo, située au centre de Pravia.
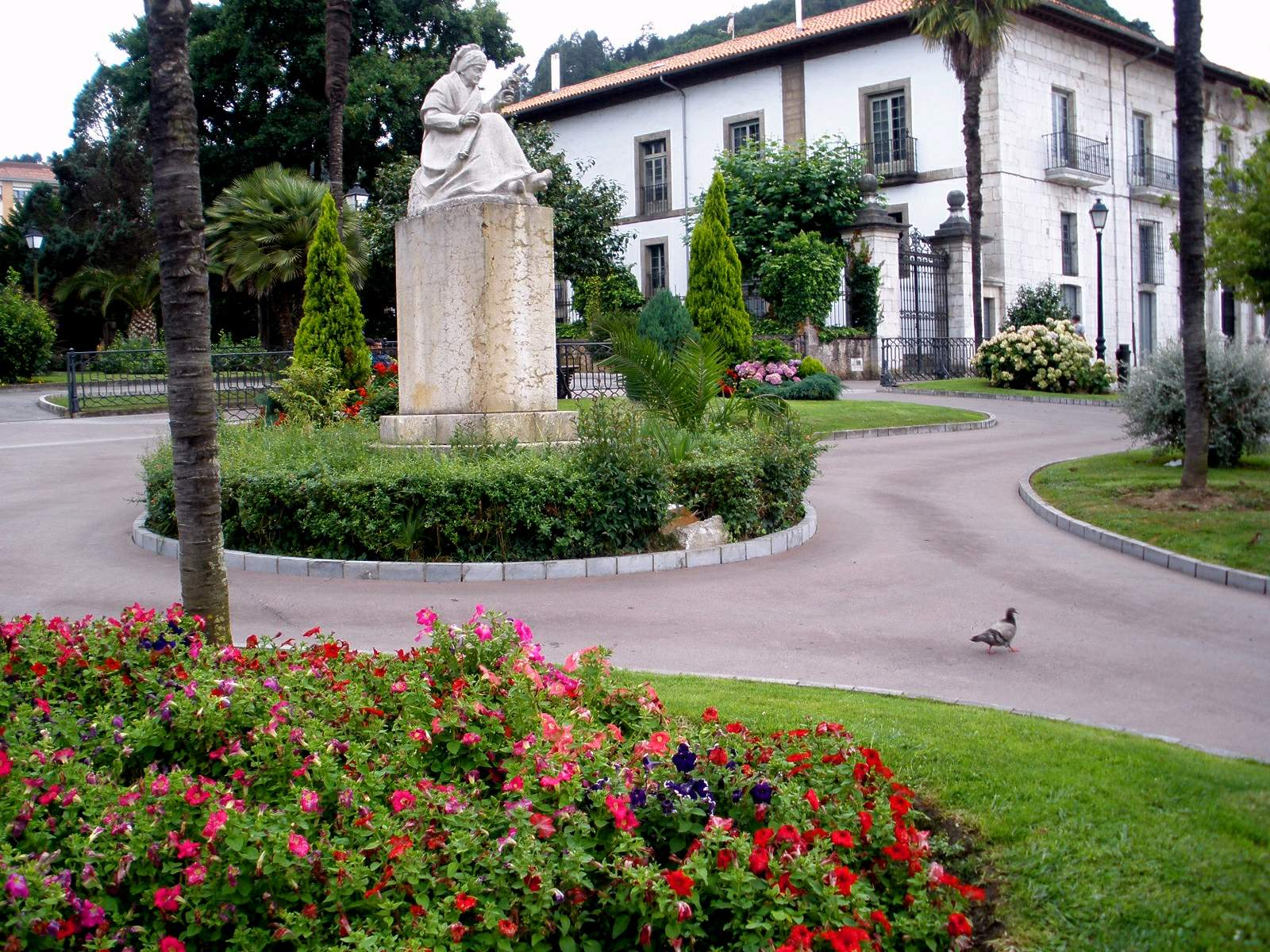
La Fileuse, œuvre de Jorge Martínez Jordán, parc Sabino Moutas.
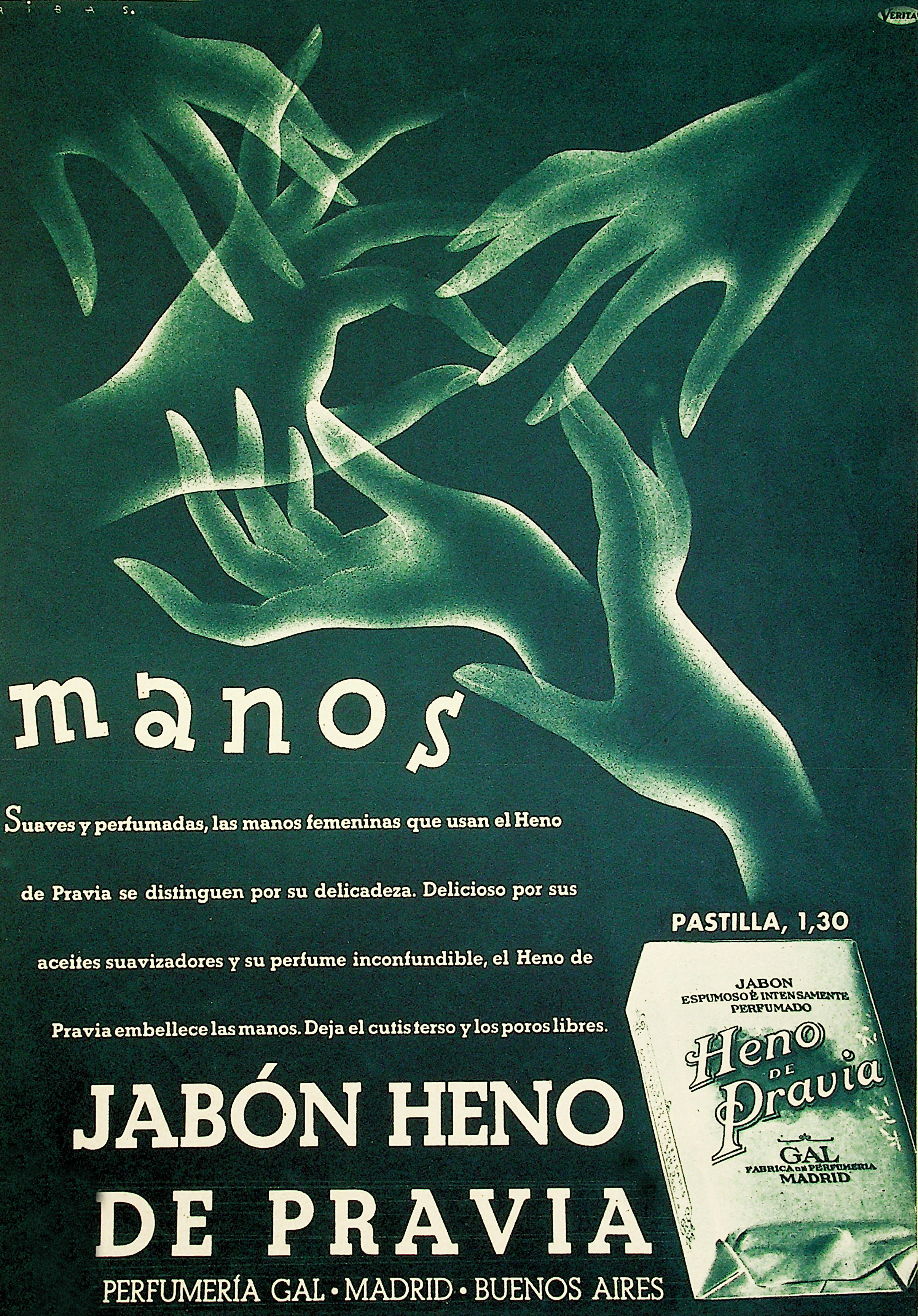
Publicité pour le savon Heno de Pravia.